# Sheraton International Business Center
El Sheraton International Business Center (en chino simplificado, 喜来登国际中心; pinyin, Xǐláidēng guójì zhōngxīn) es un complejo de rascacielos situado junto al Río Yangtsé en Chongqing, China. Consta de dos torres gemelas, el Sheraton International Center (47 plantas) y el Sheraton International Hotel (42 plantas), que contienen oficinas y un hotel Sheraton de cinco estrellas, respectivamente. Ambas tienen  218 metros de altura (203 si no se incluyen las agujas), y están empatadas como el décimo y el undécimo edificio más alto de Chongqing. Además, el complejo contiene dos torres de apartamentos SOHO de 31 y 33 plantas (110 m de altura) y espacios comerciales. El diseño original contemplaba una única torre de 308 m de altura.
Las dos torres gemelas están cubiertas con cristal dorado y rematadas con una corona y aguja decorativa, también de color dorado. Están conectadas mediante un pasadizo elevado a una altura intermedia.
El hotel Sheraton tiene 404 habitaciones y suites con precios a partir de 159 € por noche. Dispone de gimnasio, piscina, balneario y un centro de negocios. Alberga tres restaurantes (el italiano Sapori, el chino Chinese Restaurant Private Dining Room  y el Restaurante Exclusivo Signature), y el bar del vestíbulo, Connexions. Finalmente, contiene 14 salas de reuniones que totalizan 2256 m², la mayor de las cuales tiene 800 m².